# Phyllomyias burmeisteri
Phyllomyias burmeisteri là một loài chim trong họ Tyrannidae.